# Línea 7 (AUVASA)
La línea 7 de AUVASA es una línea diametral que atraviesa Valladolid de suroeste a nordeste, pasando por el centro de la ciudad además de los barrios de Arturo Eyríes, Belén, Pilarica, Los Santos Pilarica y el primer tramo del paseo de Zorrilla. Da servicio a diversos puntos de interés como el Polideportivo Pisuerga, los grandes almacenes de El Corte Inglés, la plaza de toros, el parque del Campo Grande, el palacio de Santa Cruz, la Jefatura Provincial de Tráfico y la escuela de Ingenierías Industriales de la Universidad de Valladolid; así como a los aparcamientos disuasorios de Cuatro de Marzo y C/ La Vía. Desde el 14 de marzo de 2022, la línea finaliza en el barrio de Los Santos-Pilarica aprovechando la apertura del nuevo túnel entre las calles Nochevieja y Andrómeda.
En cuanto al número de viajes, la línea 7 de Auvasa superó los 2 millones en 2016.

## Historia
La línea 7 se convirtió en ser la primera con cargas con pantógrafo en España al poner en servicio cinco autobuses eléctricos recargables de la marca Vectia, con un modelo (Veris.12) que también funciona como híbrido-eléctrico.
A partir del 14 de marzo de 2022, su recorrido se amplía al barrio de Los Santos-Pilarica tras la inauguración del túnel de Andrómeda que lo conecte el barrio Belén, suprimiéndose así la línea 33 e integrándose el recorrido y recursos de esta en la ampliación.

## Frecuencias

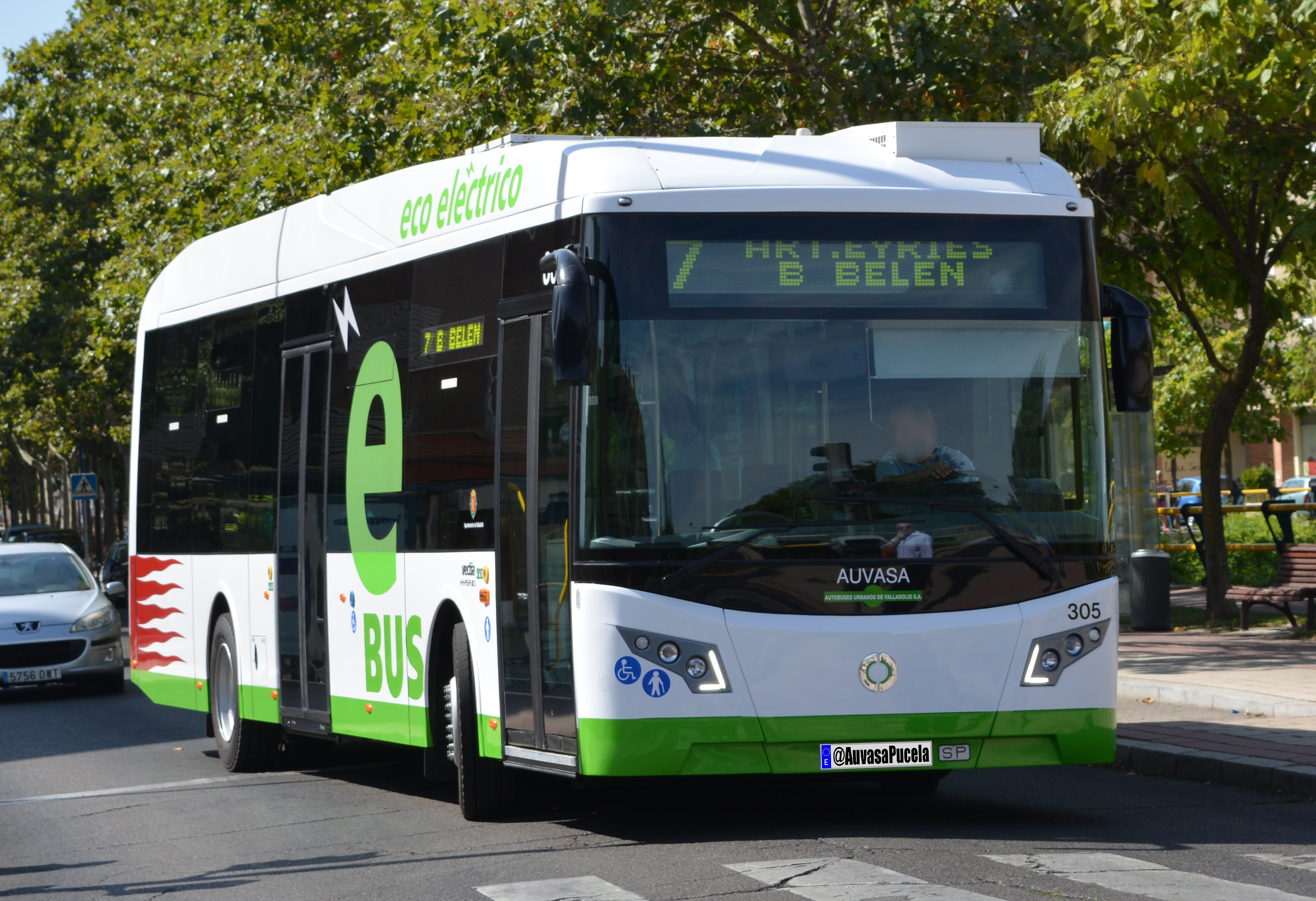
Bus 305 de Auvasa, en el Paseo del Cauce, realizando la línea 7.

Las frecuencias de paso programadas de la línea 7 entre septiembre y junio son:
| DÍA                | LUGAR DE SALIDA     | PRIMER SERVICIO | ÚLTIMO SERVICIO   | FRECUENCIA MEDIA |
| ------------------ | ------------------- | --------------- | ----------------- | ---------------- |
| Laborables         | ARTURO EYRIES       | 7:15-7:22-7:30  | 22:10-22:30       | 8-14 min.        |
| Laborables         | LOS SANTOS PILARICA | 7:15            | 22:05-22:25-22:40 | 8-14 min.        |
| Sábados y festivos | ARTURO EYRIES       | 7:15            | 22:30-22:45       | 14-22 min.       |
| Sábados y festivos | LOS SANTOS PILARICA | 7:25            | 22:35-22:55       | 14-22 min.       |

## Paradas
Nota: Al pinchar sobre los enlaces de las distintas paradas se muestra cuanto tiempo queda para que pase el autobús por esa parada.
| Hacia Barrio Belén                           | Correspondencia con líneas: |
| -------------------------------------------- | --------------------------- |
| Pza. Uruguay esq. Honduras                   | -                           |
| C/ Chile Inst. Antonio Tovar                 | -                           |
| C/ Sotavento esq. Avda. Medina del Campo     | -                           |
| Avda. Medina del Campo esq. Barlovento       | 10 F1                       |
| Pza. Doctor Quemada esq. Pº Zorrilla         | 10                          |
| Pº Zorrilla 65 fte. centro comercial         | 1 2 5 10 18 19 26 C2 U1     |
| Pº Zorrilla 39 esq. Puente Colgante          | 1 5 18 19                   |
| Pº Zorrilla 1 antiguo Hosp. Militar          | 1 5 18 19 26                |
| C/ Gamazo 17 esq. Bailén                     | 2 9 18 19                   |
| Pza. España 12 Ig. capuchinos                | 13 18 19 26                 |
| C/ Labradores 1 esq. Pza. Cruz Verde         | F4                          |
| C/ Alonso Pesquera 5 esq. Fidel Recio        | F4                          |
| Pza. Col. Santa Cruz 9                       | 8 U1 F4                     |
| C/ Verbena esq. Nicasio Pérez                | F4                          |
| C/ Santa Lucía 62 esq. Pza. Luis Braille     | F4                          |
| Pº del Cauce Centro Salud Pilarica           | C1 F4                       |
| Pº del Cauce Ing. Industriales               | C1 F4                       |
| C/Andrómeda esq. Orden De Malta              | F4                          |
| C/ Cometa 4                                  | F4                          |
| C/ Cometa esq. Cosmología                    | F4                          |
| Hacia Arturo Eyríes                          |                             |
| C/ Cometa esq. Cosmología                    | F4                          |
| C/ Cometa esq. Pº Juan Carlos I              | F4                          |
| C/Andrómeda fte. Orden De Malta              | F4                          |
| Pº del Cauce fte. Ing. Industriales          | C2 F4                       |
| Pº del Cauce fte. Centro Salud Pilarica      | C2 F4                       |
| C/ Renedo 29                                 | 17 F4                       |
| Pza. San Juan                                | 8 17 F4                     |
| C/ Fidel Recio 1 esq. Alonso Pesquera        | 8 F4                        |
| C/ Santuario 5 esq. López Gómez              | 8 F4                        |
| Pza. España Bola del Mundo                   | 1 2 4 8 F4                  |
| Pza. Zorrilla 3 esq. Santiago                | 1 4 18 19                   |
| Pº Zorrilla 52 esq. Pº Hospital Militar      | 1 5 18 19 26                |
| Pº Zorrilla 88 fte. Pza. de Toros            | 1 2 5 9 18 19 F2            |
| Pº Zorrilla 130 centro comercial             | 1 2 5 10 18 19 23 26 C1     |
| Pza. Dr. Quemada Ig. Santo Domingo de Guzmán | 10 F1                       |
| Avda. Medina del Campo fte. Barlovento       | 10 F1                       |
| C/ Sotavento esq. Colombia                   | -                           |
| C/ Venezuela esq. Venezuela                  | -                           |
| Pza. Uruguay esq. Honduras                   | -                           |

## Líneas relacionadas
Los barrios de Pilarica y Belén tienen, también, servicio a primera hora de la mañana con las líneas P7, PSC2 y M6, y nocturno (viernes, sábados y vísperas de festivos) con la línea B3. La zona de Arturo Eyríes recibe servicio nocturno análogo con la línea B4.